# Lonicera inodora
Lonicera inodora là một loài thực vật có hoa trong họ Kim ngân. Loài này được W.W. Sm. mô tả khoa học đầu tiên năm 1917.